# Яма (фильм, 1990)
«Яма» — фильм режиссёра Светланы Ильинской по мотивам одноимённой повести А. И. Куприна.

## Сюжет
Провинциальный город. Три месяца из жизни публичного дома. Его обитательницы — проститутки Люба, Тамара, Женя, Манька-большая и Манька-маленькая — вынуждены продавать себя. Посетители борделя составляют все слои общества: мелкие воришки и убийцы, педагоги и гимназисты, торговцы и чиновники. Адвокат Лихонин решает спасти Любу, одну из обитательниц борделя. Эмма Эдуардовна и Тамара делят власть в публичном доме, на стороне Тамары несколько мужчин.

## В ролях
- Татьяна Догилева — Тамара
- Любовь Руднева — Люба
- Валентина Талызина — Эмма Эдуардовна, содержательница публичного дома
- Евгений Евстигнеев — председатель суда
- Олег Меньшиков — адвокат Лихонин Василий Васильевич
- Ирина Цывина — Маня Маленькая
- Виктория Кузнецова — Женя
- Кира Крейлис-Петрова — Зося
- Наталья Некрич — Маня Большая
- Елена Пономаренко — Вера
- Наталья Раскокоха — Катька
- Татьяна Печенкина — Генриетта
- Елена Кольчугина — Нюра
- Алексей Горбунов — Симановский, революционер
- Пётр Бенюк — прокурор
- Игорь Тарадайкин — вор Сенька-Вокзал
- Александр Филиппенко — актёр
- Игорь Слободской — присяжный заседатель
- Валерий Чигляев — присяжный заседатель
- Илга Витола — Анна Марковна Шойбис, хозяйка заведения
- Юрий Катин-Ярцев — сторож на кладбище
- Назар Стригун — кадет Коля Гладышев
- Людмила Лобза — кухарка Фрося
- Борис Молодан — шарманщик
- Ольга Волкова — дама-благотворительница
- Елена Драныш — дама-благотворительница
- Давид Мильштейн — музыкант
- Яков Копыленко — музыкант
- Марина Кондратьева
- Вячеслав Баранов
- Дмитрий Денисюк
- Михаил Ильенко
- Владимир Капустин
- Валентин Макаров
- Александр Милютин
- Осип Найдук
- Виктор Поморцев — Симеон
- Владимир Пыльников
- Яков Уткин — Яшка
- Сергей Дашевский

## Съёмочная группа
- Авторы сценария:
  - Светлана Ильинская
  - Андрей Курков
- Режиссёр:
  - Светлана Ильинская
- Операторы-постановщики:
  - Павел Степанов
  - Андрей Владимиров
- Художник-постановщик: Юрий Муллер
- Редактор: Инесса Размашкина